# Jess Vanstrattan
Jess Kedwell Vanstrattan (né le 19 juillet 1982 à Gosford en Australie) est un footballeur australien évoluant au poste de gardien de but. 

## Biographie
Il joue actuellement aux Central Coast Mariners après avoir évolué à la Juventus, en Serie A. C'est le premier joueur australien à rejoindre le club de Turin.
Il fut transféré du Northern Spirit FC à Vérone en 2001 mais fut cantonné au rôle de remplaçant. Il est prêté en 2004 à Carrarese Calcio, où il fait ses premiers débuts en Italie.